# Pitcairnees
Het Pitcairnees (Pitkern) is naast het Engels de taal die op het Polynesische eiland Pitcairn (< 50 inwoners) wordt gesproken. Het is een creooltaal op basis van een 18e-eeuws Engels dialect en het Tahitiaans.
Sprekers van deze taal hebben tevens het Norfuk (of Norfolk) doen ontstaan, een soortgelijke taal die op Norfolk (ca. 2000 inwoners) wordt gesproken en een mix is tussen Pitcairnees en Tahitiaans.
Het Pitcairnees deelt samen met het Norfolk de ISO-639 code pih.

## Geschiedenis
Pitcairnees ontstond in 1790 toen de muiters van HMS Bounty op het eiland Pitcairn landden om zich er te verschuilen voor de Britse overheid en moesten leren communiceren met de door hen ontvoerde Tahitianen. Deze communicatie ontwikkelde zich vervolgens verder tot een pidgin.
In 1856, na een evacuatie van de Pitcairneilanden, werd de taal door Pitcairners ook op Norfolk geïntroduceerd. Doordat veel Pitcairners weer teruggingen en de eilanden ver uit elkaar liggen, ontwikkelden de talen zich verschillend. De taal op Norfolk wordt Norfuk (of Norfolk) genoemd. Door officiële taalinstanties worden de talen echter vaak samen genoemd omdat ze zeer verwant zijn.
De laatste tijd raakt de taal steeds meer in onbruik doordat er steeds meer invloeden van buitenaf komen. Op beide eilanden worden echter pogingen ondernomen om de taal te behouden.